# 柏柏爾阿拉伯字母

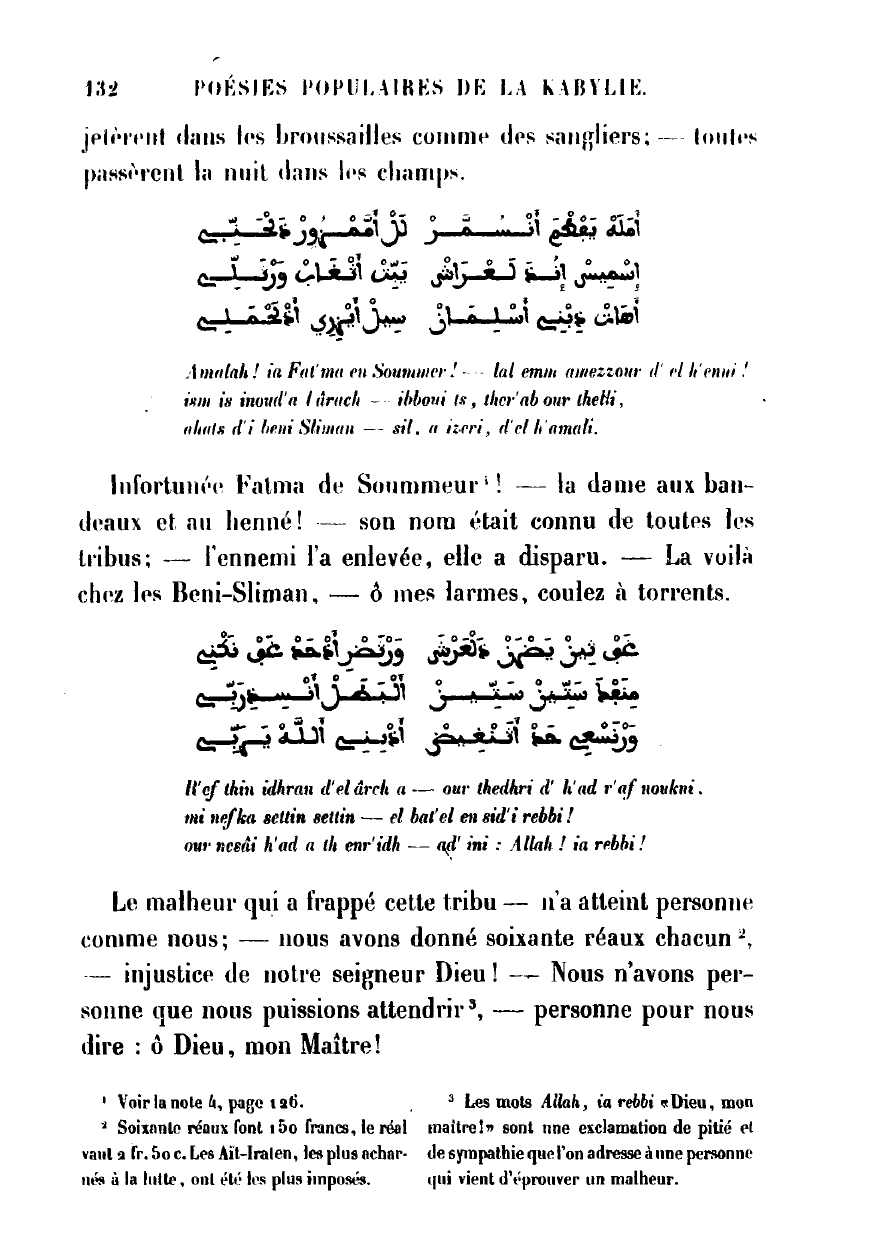
柏柏爾阿拉伯字母詩歌及法文翻譯

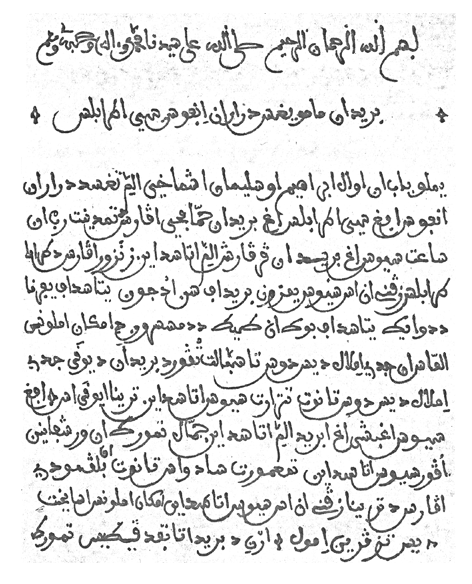
利比亞奈富塞山地區的柏柏爾阿拉伯字母書寫文件

柏柏爾阿拉伯字母(Berber Arabic alphabet)為一種阿拉伯字母用來書寫不同的柏柏尔语族。
柏柏爾語在中世紀時偶爾用阿拉伯字母來書寫。雖然阿爾及利亞的柏柏爾拉丁字母及摩洛哥的提非納文字大行其道， 不過在今天仍然在使用、尤其是在摩洛哥的圖格雷族裡。